# Maldives aux Jeux olympiques d'été de 2016
Les Maldives participent aux Jeux olympiques d'été de 2016 à Rio de Janeiro, au Brésil. Il s'agit de sa 8e participation aux Jeux olympiques d'été.

## Athlétisme

### Homme

#### Course
| Athlètes     | Compétitions | Tour préliminaire | Tour préliminaire | Série   | Série | Demi-finales | Demi-finales | Finale  | Finale  |
| ------------ | ------------ | ----------------- | ----------------- | ------- | ----- | ------------ | ------------ | ------- | ------- |
| Athlètes     | Compétitions | Temps             | Rang              | Temps   | Rang  | Temps        | Rang         | Temps   | Rang    |
| Hassan Saaid | 100 mètres   | 10 s 43           | 1er               | 10 s 47 | 8e    | Éliminé      | Éliminé      | Éliminé | Éliminé |

### Femme

#### Course
| Athlètes   | Compétitions | Série   | Série | Demi-finales | Demi-finales | Finale   | Finale   |
| ---------- | ------------ | ------- | ----- | ------------ | ------------ | -------- | -------- |
| Athlètes   | Compétitions | Temps   | Rang  | Temps        | Rang         | Temps    | Rang     |
| Afa Ismail | 200 mètres   | 24 s 96 | 8e    | Éliminée     | Éliminée     | Éliminée | Éliminée |